# Joe Judge
Joseph F. Judge (* 31. Dezember 1981 in Philadelphia, Pennsylvania) ist ein US-amerikanischer American-Football-Trainer. Aktuell ist er Senior Analyst bei den Ole Miss Rebels der University of Mississippi. Zuvor war er zwischen 2020 und 2021 Head Coach der New York Giants in der NFL, sowie viele Jahre als Assistenztrainer bei den New England Patriots aktiv, mit denen er insgesamt dreimal den Super Bowl gewann.

## Karriere

### Frühe Assistenztrainertätigkeiten
Nach seinem Highschool-Abschluss begann Judge, für die Mississippi State University als Quarterback und in den Special Teams zu spielen. 2004 beendete er seine aktive Karriere und begann im folgenden Jahr eine Tätigkeit als Assistenztrainer an seiner Universität. Nach einer kurzen Station beim Birmingham-Southern College wurde er 2009 Special Teams Assistant an der University of Alabama. Mit ihnen konnte er zweimal die BSC National Championship gewinnen, ehe er sich 2012 den New England Patriots unter Cheftrainer Bill Belichick anschloss. Zunächst war er auch dort der Special Teams Assistant, ab 2015 sogar Special Teams Coordinator. In dieser Zeit gewann er insgesamt dreimal den Super Bowl: 2015, 2017 und 2019.

### Cheftrainer der New York Giants
Am 8. Januar 2020 wurde Judge zum neuen Head Coach der New York Giants ernannt. Es war seine erste Station als Cheftrainer. Sein Debüt als Head Coach in der NFL gab er bei der 16:26-Niederlage gegen die Pittsburgh Steelers am 1. Spieltag. Seinen ersten Sieg konnte er erst am 6. Spieltag mit 20:19 gegen das Washington Football Team einfangen. In seiner ersten Saison konnte er mit den Giants nur 6 Spiele gewinnen und verlor 10, trotzdem blieben sie bis zum letzten Spieltag im Rennen um die Playoffs, die sie jedoch am Ende kontrovers verpassten.
In der Saison 2021 konnte Judge mit seinem Team allerdings nicht an die noch passable Vorsaison anknüpfen. So konnten die Giants nur vier Spiele gewinnen und verloren insgesamt 13 Spiele, darunter die sechs letzten Saisonspiele teils desolat. Judge wurde somit zum Giants-Trainer mit den meisten Niederlagen in einer Saison. Am 11. Januar 2021 trennten sich die Giants daraufhin von Judge nach nur zwei Jahren als Cheftrainer.

### Rückkehr als Assistenztrainer
Nach seiner Entlassung kehrte Judge als Assistenztrainer zu den New England Patriots zurück. Dort übernahm er zunächst die Rolle eines Offensive Assistent, wurde vor Start der Saison 2022 jedoch auch noch zum Trainer der Quarterbacks befördert, zusammen mit Matt Patricia war er somit de facto Offensive Coordinator. Auf dieser Position war er vor allem mit der Entwicklung des noch jungen Quarterbacks Mac Jones beauftragt. Allerdings konnte die Offense in der Saison nicht überzeugen, sodass Judge zur Saison 2023 als Trainer der Quarterbacks vom neuen Offensive Coordinator Bill O’Brien ersetzt wurde. Stattdessen übernahm er die Rolle des Assistenz-Cheftrainers. Nachdem die Patriots in der Saison nur vier Spiele gewinnen konnten und sich die Patriots von Cheftrainer Bill Belichick trennten, verließ auch Judge den Verein.
Zur Saison 2024 übernahm er die Rolle eines Senior Analyst für die Ole Miss Rebels der University of Mississippi unter Lane Kiffin.

## Karrierestatistiken
| Team   | Saison | Regular Season | Regular Season | Regular Season | Regular Season | Regular Season     | Postseason | Postseason  | Postseason | Postseason |
| Team   | Saison | Siege          | Niederlagen    | Unentschieden  | Siege %        | Platzierung        | Siege      | Niederlagen | Siege %    | Ergebnis   |
| ------ | ------ | -------------- | -------------- | -------------- | -------------- | ------------------ | ---------- | ----------- | ---------- | ---------- |
| Giants | 2020   | 6              | 10             | 0              | 37,5 %         | 2. in der NFC East | —          | —           | —          | —          |
| Giants | 2021   | 4              | 13             | 0              | 23,5 %         | 4. in der NFC East | –          | –           | –          | –          |
| Gesamt | Gesamt | 10             | 23             | 0              | 30,3 %         |                    | 0          | 0           | 0,0 %      |            |